# Noah Robbins
Noah Robbins (* 6. Oktober 1990 in Washington, D.C.) ist ein US-amerikanischer Schauspieler.

## Leben und Karriere
Noah Robbins wurde als jüngster von drei Söhnen eines Anwalts und einer Malerin in der US-Hauptstadt Washington, D.C. geboren und wuchs in Potomac, einem im Bundesstaat Maryland gelegenen Vorort der Hauptstadt, auf. Er ist jüdischen Glaubens. Seine schulische Ausbildung absolvierte er in seiner Geburtsstadt. Bereits ab dem elften Lebensjahr stand er am Theater auf der Bühne. Kurz nach seinem Schulabschluss stand er für eine Inszenierung der Brighton Beach Memoirs auf der Bühne. Es folgte einer Aufführung von Secrets of the Trade, für die er neben Tony-Award-Preisträger John Glover, am Off-Broadway auf der Bühne stand.
Robbins war 2011 in dem Kurzfilm Newsworthy erstmals vor der Kamera zu sehen. Einige Jahre später wurde er für Gastrollen in den Serien The Slap, Orange Is the New Black, Masters of Sex, Gotham und Good Wife besetzt. 2016 war er als Marty Ziegler an der Seite von Logan Lerman und Sarah Gadon im Filmdrama Empörung zu sehen, welches auf der Berlinale uraufgeführt wurde. Im selben Jahr spielte er als Bryce Reiger eine Nebenrolle in der zweiten Staffel der Serie Younger. Im Thriller Die Erfindung der Wahrheit trat Robbins in der Rolle des Franklin Walsh auf. Von 2017 bis 2019 spielte er als Zach eine Nebenrolle in der Serie Unbreakable Kimmy Schmidt. 2018 übernahm er eine kleine Nebenrolle in der Serie Forever. Nach einer kleinen Rolle im Film The Assistant, war er 2019 auch als Nick im Thriller Villains. 2020 war er als Lee Weiner in einer größeren Rolle im Thriller The Trial of the Chicago 7 zu sehen.

## Filmografie (Auswahl)
- 2011: Newsworthy
- 2015: The Slap (Fernsehserie, Episode 1x02)
- 2015: Orange Is the New Black (Fernsehserie, Episode 3x09)
- 2015: Masters of Sex (Fernsehserie, Episode 3x01)
- 2015: Gotham (Fernsehserie, Episode 2x05)
- 2015: Good Wife (The Good Wife, Fernsehserie, Episode 7x09)
- 2016: Empörung (Indignation)
- 2016: You Made It Worse (Miniserie, Episode )
- 2016: Younger (Fernsehserie, 4 Episoden)
- 2016: Die Erfindung der Wahrheit (Miss Sloane)
- 2017: Cool Girls (The Outcasts)
- 2017: Blue Bloods – Crime Scene New York (Blue Bloods, Fernsehserie, Episode 7x19)
- 2017: Aardvark
- 2017: Fatal Crossing
- 2017–2019: Unbreakable Kimmy Schmidt (Fernsehserie, 7 Episoden)
- 2018: Cruise
- 2018: Die Woche (The Week Of)
- 2018: Set It Up
- 2018: Forever (Fernsehserie, 4 Episoden)
- 2019: Villains
- 2019: The Assistant
- 2019: Evil  (Fernsehserie, 3 Episoden)
- 2020: The Trial of the Chicago 7
- 2020–2021: Billions (Fernsehserie, 2 Episoden)
- 2021: The Blacklist (Fernsehserie, Episode 8x11)
- 2024: To the Moon (Fly Me to the Moon)